# فيكتوريا شاكي
فيكتوريا شاكي (بالمجرية: Csáki Viktória)‏ مواليد 3 مارس 1986 في المجر، هي لاعبة كرة يد مجرية تلعب كجناح أيمن. مثلت منتخب المجر لكرة اليد للسيدات. حققت مع فريقها المركز الثاني في كأس المجر مرتين.